# 森德尔斯岛

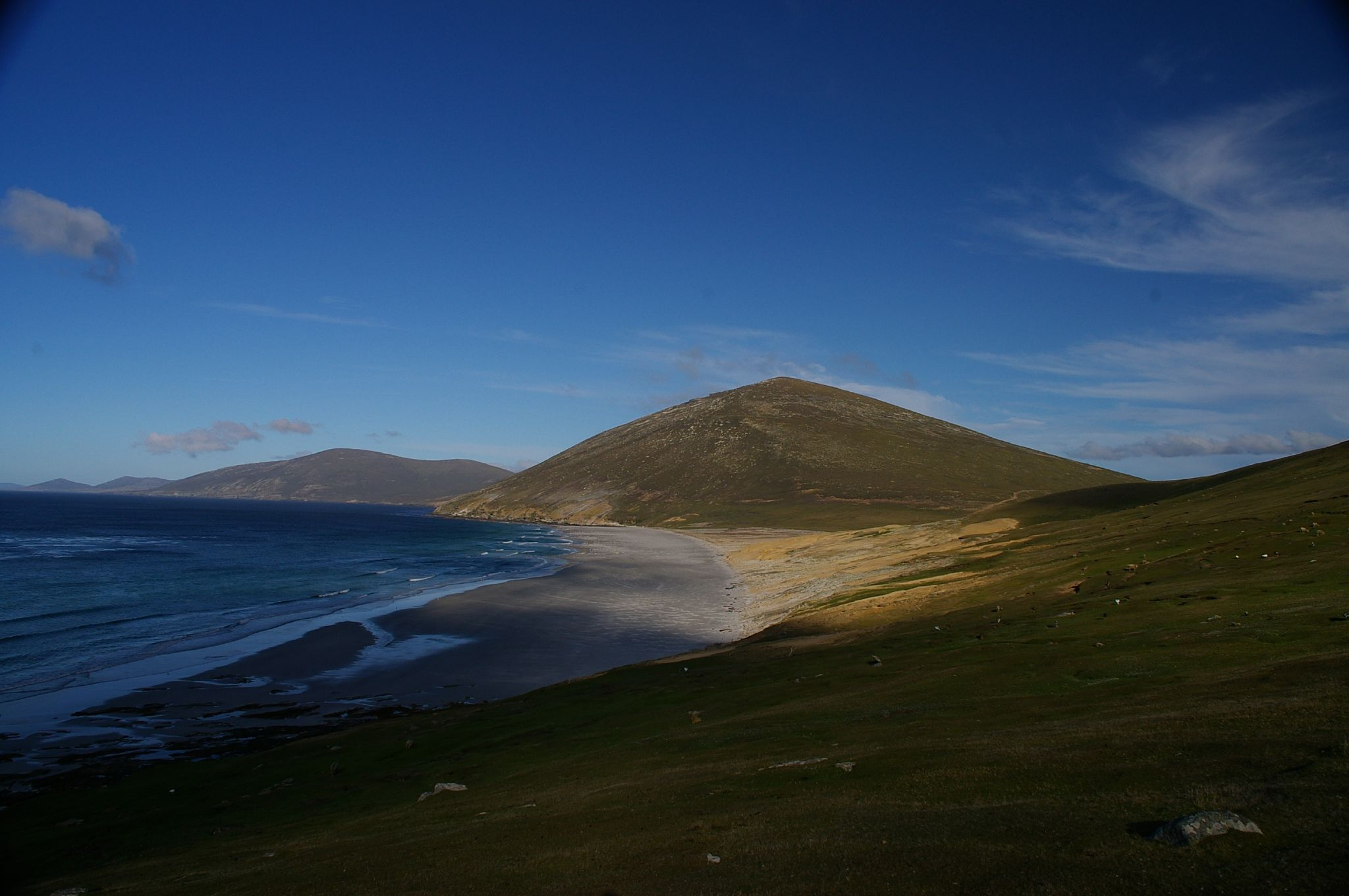
森德尔斯岛

森德尔斯岛（英語：Saunders Island），为福克兰群岛北部的一个岛屿，位于西福克兰岛西北方，为该群岛第4大岛。该岛面积131.6平方公里，海岸线长约106.8公里。岛上最高点理查兹山海拔457米。该岛上有一个牧羊场。